# راجر ایوون
راجر اِیوون (انگلیسی: Roger Avon; ۲۳ نوامبر ۱۹۱۴ – ۲۱ دسامبر ۱۹۹۸) هنرپیشه اهل بریتانیا بود.
از فیلم‌ها یا برنامه‌های تلویزیونی که وی در آن نقش داشته‌است می‌توان به متصدی لباس، شب‌زنده‌داری با بزن و بکوب و قایم‌موشک اشاره کرد.